# NGC 2510
NGC 2510是位于小犬座的一个星系。它的赤经为 8h 2.2m，赤纬为 9° 29′。